# Franco Moreno
Franco Moreno, pseudonimo di Salvatore Capozzi (Melito di Napoli, 8 novembre 1958), è un cantautore italiano appartenente al filone neomelodico napoletano.

## Biografia
Figlio di Domenico Capozzi e Maddalena Ciletti e ottavo di nove figli. Appartiene ad una famiglia ambientata nella canzone melodica, e neomelodica, napoletana. È fratello dei cantanti napoletani Lino Capozzi, Stefano Fany, e Franco Sereno, nonché zio dei cantanti Gianluca Capozzi, Salvatore Capozzi e dell'attrice Simona Capozzi, prozio del cantate Tony Mariano e del regista Salvatore Architravo e padre del cantante Mimmo Moreno. È inoltre fratello minore del cantante e attore Mario Trevi, poliedrico artista famoso già agli inizi degli anni '60 grazie alle sue esibizioni alla Festa di Piedigrotta, alle presenze al Festival di Napoli, al Festival delle Rose, alla partecipazione a programmi nazionali come le edizioni di Canzonissima Scala reale e Napoli contro tutti, alla sua attività teatrale nel campo della sceneggiata e per esser stato il primo interprete dei brani Mare verde e Indifferentemente.

## Carriera
La carriera musicale dell'artista inizia nel 1978 con la pubblicazione del 45 giri 'O buono giovane / Me sto scurdanno 'e te, pubblicato con lo pseudonimo di Salvatore Trevi poi cambiato in Franco Moreno. Oltre alla musica, nello stesso periodo, si dedica anche alle rappresentazioni teatrali della sceneggiata napoletana, portando in scena canzoni come 'O caporeparto e 'Mpazzuto 'e bbene.
Nel 1991 partecipa alla trasmissione televisiva Napoli prima e dopo, condotta da Maria Giovanna Elmi, dove si esibirà con la canzone classica napoletana del 1922 Silenzio cantatore, di Libero Bovio e Gaetano Lama.
Nel 1994 incide, con la casa discografica Zeus Record, la prima canzone con il fratello Mario Trevi, quest'ultimo già cantante dal 1956, 'Nu frate grande.
Nel 1998, sempre con la Zeus Record, incide la seconda canzone con il fratello maggiore: Pronto Mario. 
Nel giro di pochi anni le due canzoni iniziano ad essere cantate ed incise dalle generazioni più recenti di cantanti neomelodici.
Nel 2005 incide una canzone con Rossella Feltri, per il disco di quest'ultima Io...con Rossella, dal titolo Ciao papà. Nello stesso anno incide la canzone Francesca con Salvatore Avallone. ed il brano Canta cu mme, con Rosario Miraggio, presente nel primo disco di quest'ultimo Amore in tre parole
Dal 2005 al 2006 conduce, insieme al fratello Mario Trevi, la trasmissione 'Nu frate grande show, in onda sull'emittante satellitare Napoli International. Durante il periodo di questa trasmissione, il 16 dicembre 2006 compie un viaggio di una settimana in Germania, con il fratello Mario, per esibirsi in due serate spettacolo a Francoforte e Stoccarda.
Nel 2007 si occupa, con il figlio Mimmo Moreno, del lavoro discografico Musica nell'anima,nel quale vi è la canzone So' nnammurato, cantata da lui e Mimmo.
Nello stesso anno, su TLA, un'emittente privata campana, ed in seguito ripresa su TLC, un'altra emittente privata campana, andrà in onda la trasmissione Casa Moreno, condotta prima da Franco Moreno e Mimmo Moreno ed in seguito da Mimmo Moreno e Salvatore Capozzi. Nel 2008 pubblica, insieme al fratello Mario Trevi, il lavoro discografico Il capitano e il marinaio.
Nel 2010 partecipa all'album Napoli canta...Mario Abbate, dedicato all'artista napoletano, incidendo il brano eseguito per la prima volta dal fratello Mario Trevi e da Mario Abbate al Festival di Napoli 1963 Indifferentemente. Nello stesso anno pubblica il lavoro discografico Voce e core. Nel marzo 2010 ritorna in tv con il figlio Mimmo Moreno presentando una trasmissione in diretta contemporaneamente sulle emittenti televisive Napoli International e TVA. Nello stesso anno viene pubblicato il disco In...Canto. Nel 2011 incide la canzone Comme te penso in coppia con Anna Merolla. Nel 2013 pubblica l'album Alboom, dove presenta un nuovo duetto con Anna Merolla, 'A storia mia, e la reincisione del brano Camionista va.

## Discografia
- 1978 – 'O buono giovane / Me sto scurdanno 'e te (Nuova New York Record)
- 1980 – Maria Celeste (Big Stereo)
- 1981 – Rituorne a m'abbraccià (Vis Radio)
- 1982 – 'O caporeparto (Vis Radio)
- 1983 – Volume 4 (Visco Disc)
- 1984 – Volume 5 (Visco Disc)
- 1985 – Suspiro mio (Visco Disc)
- 1985 – Le canzoni che piacciono a lei (Big Stereo)
- 1986 – Canzoni + amore = (Rico Record)
- 1987 – E adesso... (Rico Record)
- 1987 – Franco Moreno (Rico Record)
- 1988 – Sapore d'amore (Rico Record)
- 1990 – Anni 60 canzoni d'amore (Visco Disc)
- 1990 – Aria d'autunno (Visco Disc)
- 1991 – Un secolo di canzoni con: Franco Moreno in frack (Visco Disc)
- 1992 – Io t'aggia avè (Gulp!)
- 1992 – 'O cellulare (Gulp!)
- 1993 – Maddalena (Zeus Record)
- 1993 – Tutto Moreno (Zeus Record)
- 1993 – 'Mpazzuto 'e bbene (Mea Sound)
- 1994 – Avrei voluto cantarle io... quelle delle donne (Zeus Record)
- 1994 – Te vulesse vedè (edizioni musicali GESA)
- 1995 – Sempre (Zeus Record) (con la partecipazione di Mario Trevi)
- 1995 – Anima (Zeus Record)
- 1997 – Le origini (Zeus Record)
- 1998 – Millenovecentonovantotto (Zeus Record) (con la partecipazione di Mario Trevi)
- 1999 – Destinazione terzo millennio (Zeus Record)
- 2000 – E se fosse successo?... (Zeus Record)
- 2002 – Il commediante (Zeus Record)
- 2005 – Romanzo (OP Music)
- 2005 – Da grande vorrei fare il cantante (Zeus Record)
- 2005 – Lasciarsi (OP Music)
- 2005 – Nun ce putimmo appiccecà (Zeus Record)
- 2005 – Ancora no (OP Music)
- 2005 – Solo noi (OP Music)
- 2005 – Suonno e libertà (OP Music)
- 2005 – Bella stella (Zeus Record)
- 2006 – Oggi, dimane e sempe (Zeus Record)
- 2006 – Mille pazzie (Zeus Record)
- 2006 – 'A cchiù bella (Zeus Record)
- 2008 – Il capitano e il marinaio (Zeus Record) (con Mario Trevi)
- 2009 – Voce e core (Zeus Record)
- 2010 – In...Canto (Zeus Record)
- 2013 – Alboom (Zeus Record)
- 2015 – Fra 'na stella e 'nu cuscino (Zeus Record)
- 2018 – Made in Zeus (Zeus Record)
- 2019 – Franco Moreno 2020
- 2020 – Santa Rosalia (Viva Palermo e Santa Rosalia)

### Partecipazioni
- 2005 – Io con... Rossella di Rossella Feltri, con il brano Ciao papà.
- 2005 – Amore in tre parole di Rosario Miraggio, con il brano Canta cu mme.
- 2005 – Te siente napulitana di Salvatore Avallone, con il brano Francesca.
- 2007 – Musica nell'anima di Mimmo Moreno, con il brano So' 'nnammurato.
- 2008 – Non siamo tutti uguali di Enzo Primavera, con il brano  'Nu frate latitante.
- 2010 – 'Nu gol mparaviso di Enzo Caradonna, con il brano Jesce sole.
- 2010 – Napoli canta... Mario Abbate, artisti vari, con il brano Indifferentemente.
- 2010 –  Più forte di ieri di Tony Marciano, con il brano Duje anne e sette mise.
- 2010 – Ritmo e passione di Rosario Albano, con il brano Nun me parla a 'na semmana.
- 2011 – Assaie assaie di Anna Merolla, con il brano Comme te penso.
- 2017 – Amori di Mauro Nardi, con il brano Cchiu' 'e nu frate.